# Шоравели
Шоравели (груз. შორაველი) — село в Грузии, на территории Адигенского муниципалитета края (мхаре) Самцхе-Джавахети.

## География
Село находится в южной части Грузии, к северу от реки Кваблиани, на расстоянии 7 километров (по прямой) к востоку от посёлка городского типа Адигени, административного центра муниципалитета. Абсолютная высота — 1141 метр над уровнем моря.

## Население
По результатам официальной переписи населения 2014 года, в Шоравели проживало 215 человек (107 мужчин и 108 женщин). В национальной структуре населения грузины составляли 86,5 %, армяне — 13,5 %.
| Год  | Население, человек |
| ---- | ------------------ |
| 2002 | 194                |
| 2014 | ↗ 215              |